# Омри Каспи
Омри Моше Каспи (хебр. עומרי כספי; Холон, 22. јун 1988) бивши је израелски кошаркаш. Играо је на позицијама крила и крилног центра.

## Каријера
Пријавио се на НБА драфт 2009. године и изабран је као 23. пик од Сакраменто кингса. Постао је први израелски играч који је изабран у првом кругу драфта и који је заиграо у елитном такмичењу НБА лиге. Потписао је трогодишњи уговор вредан укупно 3 милиона долара. 

## Репрезентација
Играо је за репрезентацију Израела на Европским првенствима 2013, 2015. и 2017. године.

## Успеси

### Клупски
- Макаби Тел Авив:
  - Првенство Израела (4): 2005/06, 2008/09, 2019/20, 2020/21.
  - Куп Израела (2): 2006, 2021.
  - Лига куп Израела (1): 2020.